# Atelodesmis hirticornis
Atelodesmis hirticornis là một loài bọ cánh cứng trong họ Cerambycidae.